# بيئة قاسية
البيئة القاسية تحتوي على ظروف قاسية تشكل تحديًا لأغلب أنواع الحياة. وقد تتمثل البيئة القاسية في نطاقات شديدة الارتفاع أو الانخفاض من درجات الحرارة والإشعاع والضغط والحموضة والقلوية والهواء والماء والملح والسكر وثاني أكسيد الكربون والكبريت والنفط والعديد من الظروف الأخرى.
إن البيئة القاسية مكان لا يمكن أن يعيش فيه الإنسان بشكل عام ويمكن أن يكون سببًا لموته. وهناك كائنات حية يُشار إليها باسم إكستريموفيلز يمكنها أن تعيش في هذه الأماكن وتتأقلم جيدًا بحيث تنمو وتتكاثر فيها بسهولة.
تتضمن أمثلة البيئات القاسية القطبين الجغرافيين والصحراء الجافة جدًا والبراكين والخنادق في أعماق المحيطات والغلاف الجوي العلوي وجبل إفرست والفضاء الخارجي وكواكب أخرى.
منذ زمن طويل، أدرك علماء الفسيولوجيا أن الكائنات الحية التي تعيش في بيئات قاسية تُظهر قدرة واضحة على التكيف التطوري، وذلك بسبب الضغوط الشديدة من الانتقاء الطبيعي التي يُفترض أنها تعرّضت لها في الماضي. وبطريقة ما، تتكيف الحيوانات والطبيعة مع بعضها البعض. ويشمل هذا التكيف أيضًا تطور الحيوانات التي تعيش هناك. وفي بعض الأحيان في البيئات القاسية، تموت الكائنات بسبب محاولة الإنسان البحث عن استخدامات لهذه الأرض أو لمجرد إجراء التجارب، وفي كثير من الأحيان يؤثر الإنسان على هذه المواطن باستخدام الأراضي أو بتلويثها.

## أنواع
تشمل البيئات القاسية أماكن ذات خصائص كيميائية أو فيزيائية متطرفة، وفيما يلي أبرز أنواع هذه البيئات:
- البيئات القلوية: تُعرّف على نطاق واسع بأنها المواطن الطبيعية التي يتجاوز فيها الأس الهيدروجيني (pH) قيمة 9، سواء بشكل دائم أو دوري أو لفترات طويلة.
- البيئات الحمضية: المواطن الطبيعية التي يقل فيها الأس الهيدروجيني عن 5، سواء بشكل دائم أو دوري أو لفترات ممتدة.
- البرودة الشديدة: مواطن تنخفض فيها درجات الحرارة بشكل دوري أو دائم إلى أقل من ‎−17°م، وتشمل المناطق الجبلية العالية، والمناطق القطبية، وأعماق المحيطات.
- الحرارة الشديدة: مواطن تتجاوز فيها درجات الحرارة 40°م بشكل دوري أو دائم، وتشمل المناطق ذات النشاط الحراري الجوفي مثل يلوستون والمناطق المماثلة عالميًا، أو الفوهات الحرارية في أعماق البحار.
- الملوحة الفائقة: بيئات تزيد فيها نسبة الملوحة عن ملوحة مياه البحر (>‎3.5%)، مثل البحيرات المالحة.
- الضغط المرتفع: مواطن تقع تحت ضغط هيدروستاتيكي شديد، مثل البيئات المائية الأعمق من 2000 متر، أو البيئات المغلقة تحت الضغط، وتشمل أعماق المحيطات والبحيرات العميقة.
- الإشعاع المرتفع: مواطن تتعرض لمستويات إشعاع غير طبيعية أو خارج نطاق الضوء المعتاد، وتشمل البيئات ذات الأشعة فوق البنفسجية أو تحت الحمراء العالية.
- غياب الماء: مواطن خالية من المياه الحرة، سواء بشكل دائم أو دوري أو لفترات ممتدة، وتشمل الصحارى الحارة والباردة وبعض البيئات داخل الصخور (إندوليثية).
- غياب الأكسجين: مواطن خالية من الأكسجين الحر، سواء بشكل دائم أو دوري أو لفترات طويلة، وتشمل البيئات في الرواسب العميقة.
- التأثير البشري: مواطن متأثرة بأنشطة الإنسان، مثل مخلفات المناجم، والموائل الملوثة بالنفط، والتلوث بالمعادن الثقيلة أو المركبات العضوية.
- غياب الضوء: بيئات أعماق المحيطات والمغارات.

- ندرة الغذاء: مناطق تفتقر إلى وفرة الموارد الغذائية، مثل المساحات الشاسعة من المحيطات، والصحارى، والمناطق الجبلية العالية.

### أنواع الكائنات في البيئات القاسية
توجد أنواع كثيرة، بعضها معروف على نطاق واسع وبعضها الآخر غير مألوف للكثيرين. هذه الأنواع إما تكيفت مع مرور الوقت للعيش في هذه البيئات القاسية، أو أنها عاشت فيها منذ بدايتها ولم تبرحها عبر أجيال متعاقبة. تستطيع هذه الأنواع العيش في هذه البيئات بفضل مرونتها في التكيّف. وكثير منها يمكنه التأقلم مع ظروف مناخية مختلفة والدخول في سبات إذا لزم الأمر للبقاء.  

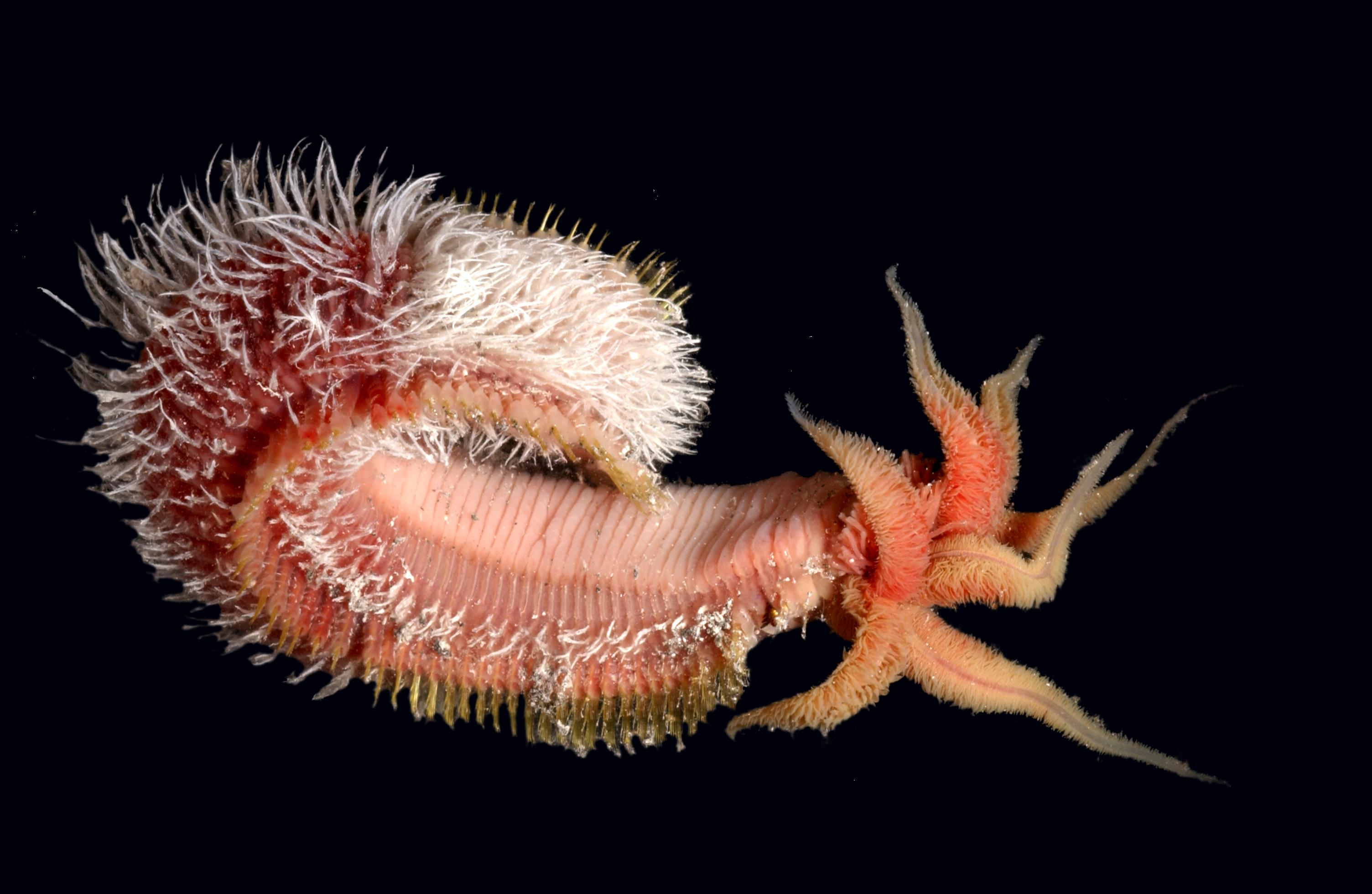
Alvinella pompejana

### أمثلة على كائنات تعيش في البيئات القاسية
- فأر الكنغر العملاق
- بعض أنواع الضفادع
- ديدان مقاومة للحرارة (Alvinella pompejana)
- ديدان الشيطان (Halicephalobus mephisto)
- قرش غرينلاند
- كائنات دقيقة بحرية
- بديلويديا (Bdelloidea)
- Greenland sharkدب الماء (التارديغراد)

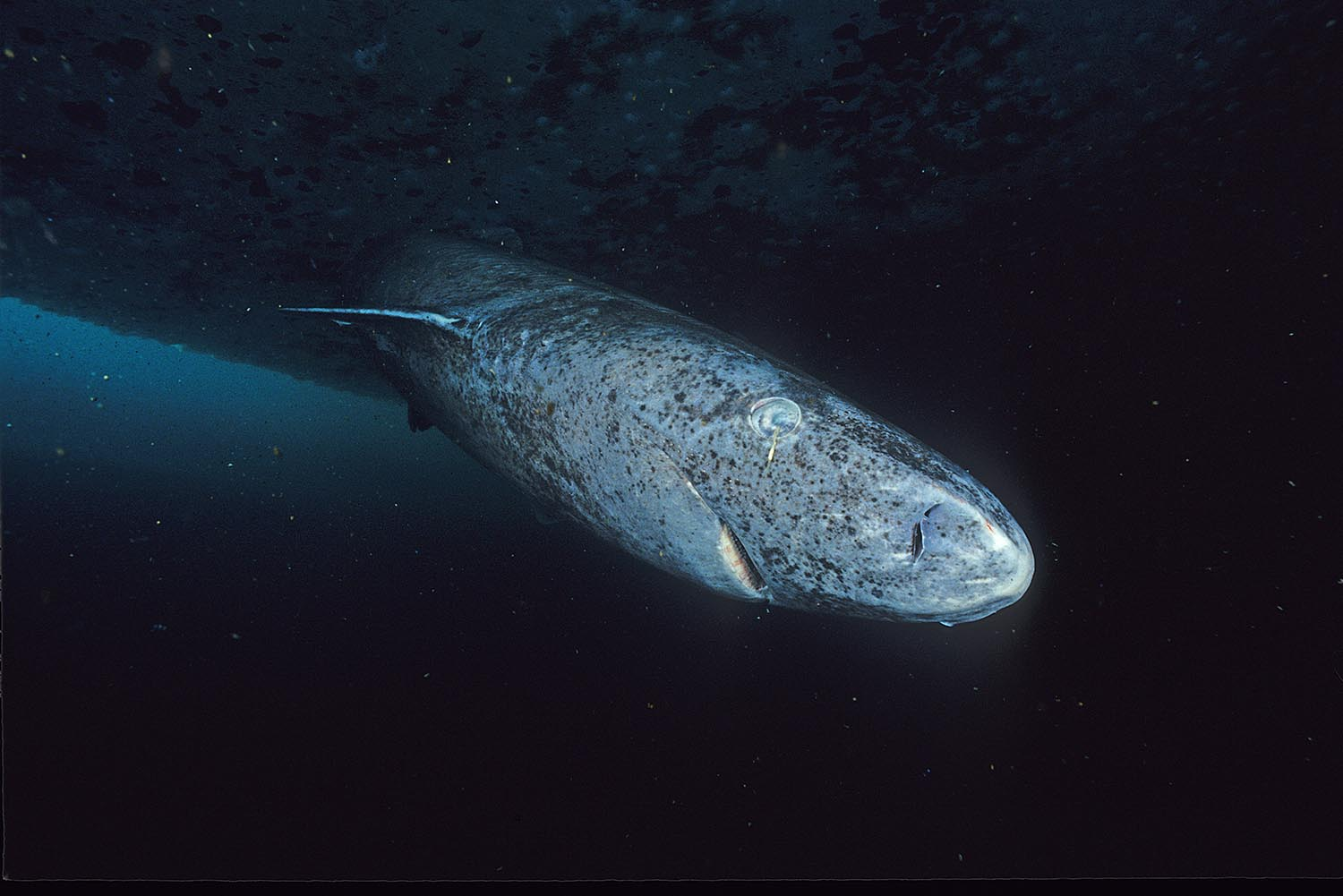
Greenland shark

- العنكبوت القافز في جبال الهيمالايا (Euophrys omnisuperstes)
- الصرصور

### أمثلة على بيئات قاسية
- القارة القطبية الجنوبية (أنتاركتيكا)
- البحر الميت
- ينابيع ماموث الحارة
- خندق ماريانا
- بحيرة مونو
- جبل إيفرست
- الصحراء الكبرى

## معرض الصور

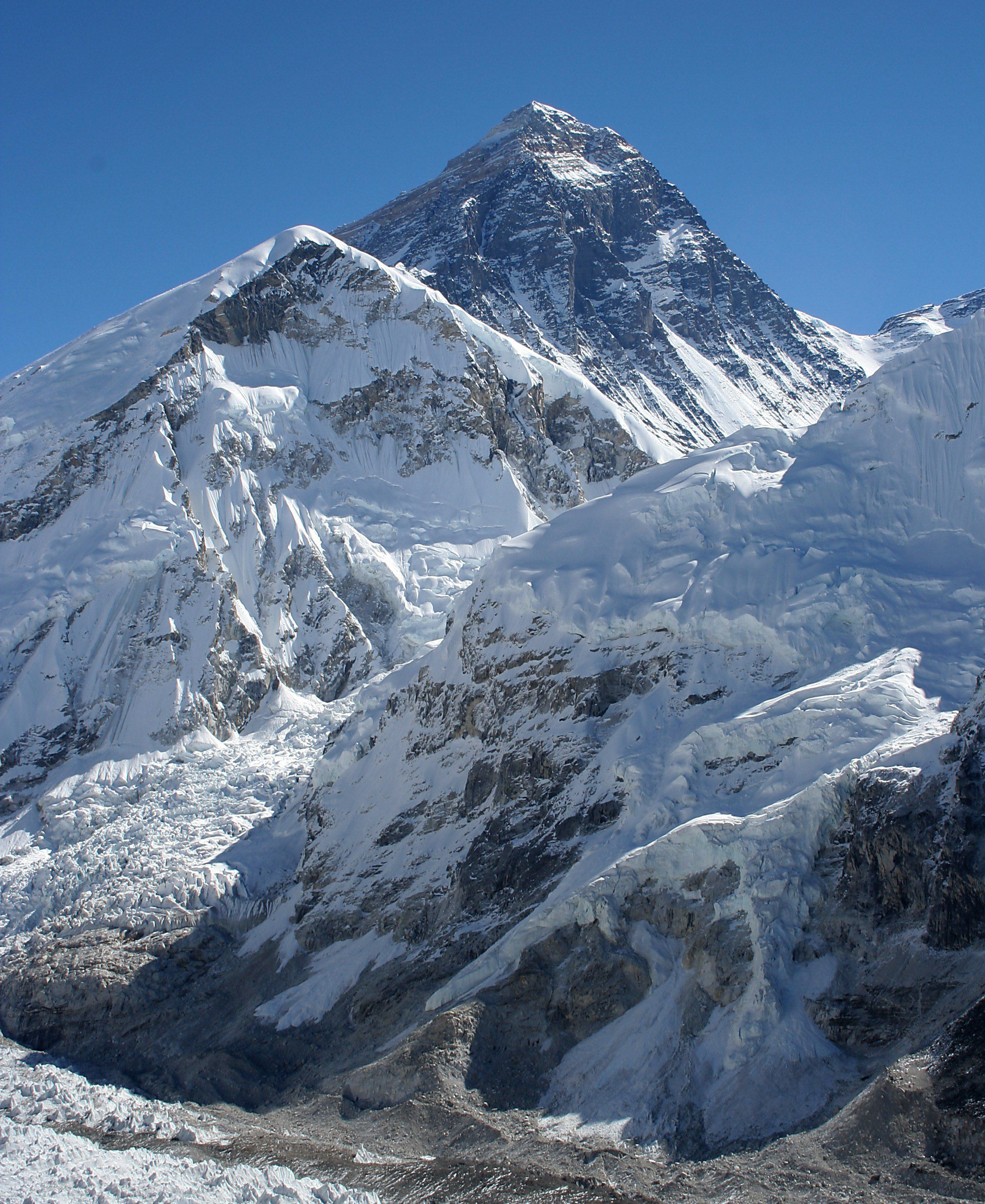
جبل إفرست
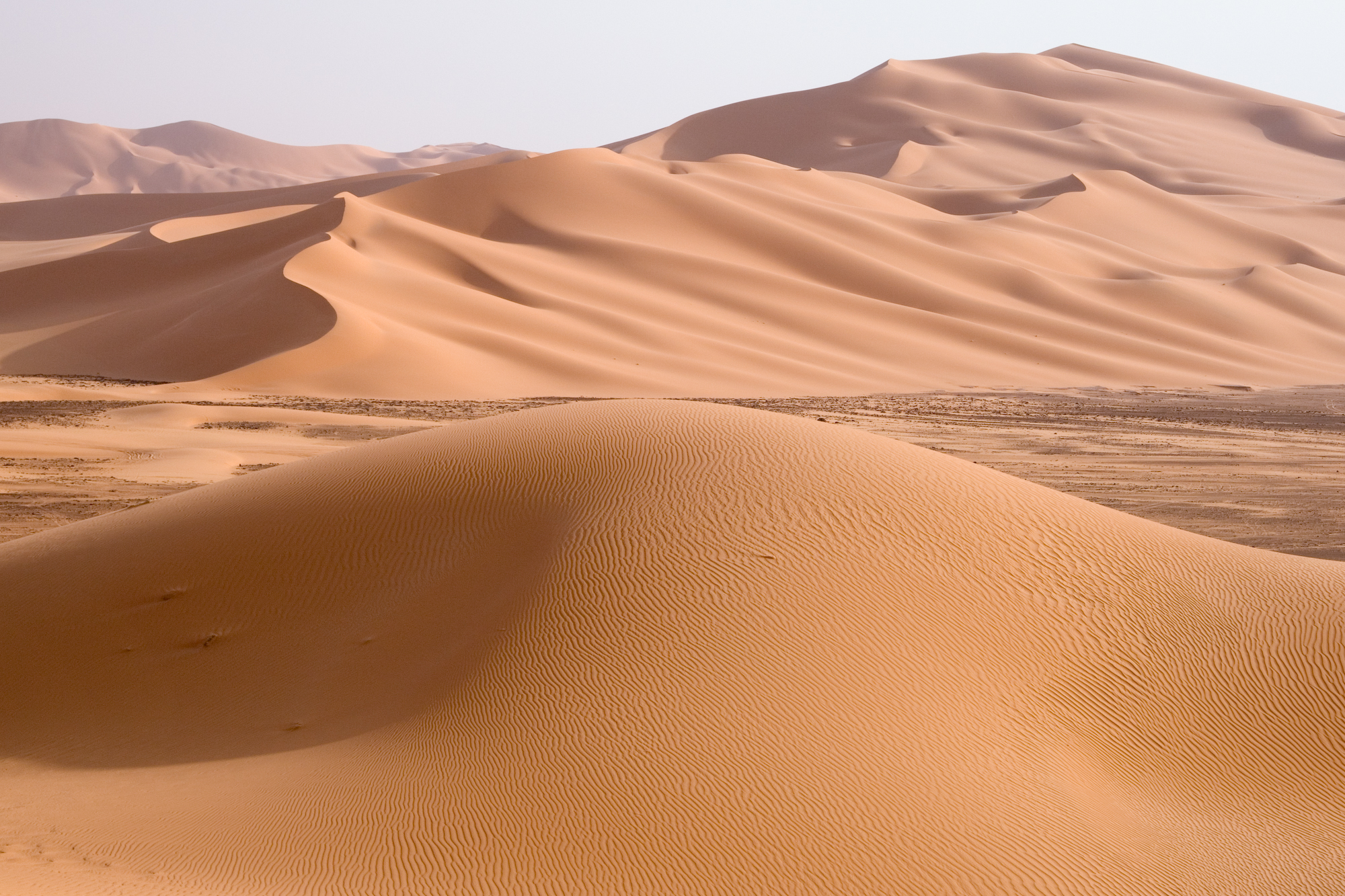
صحراء
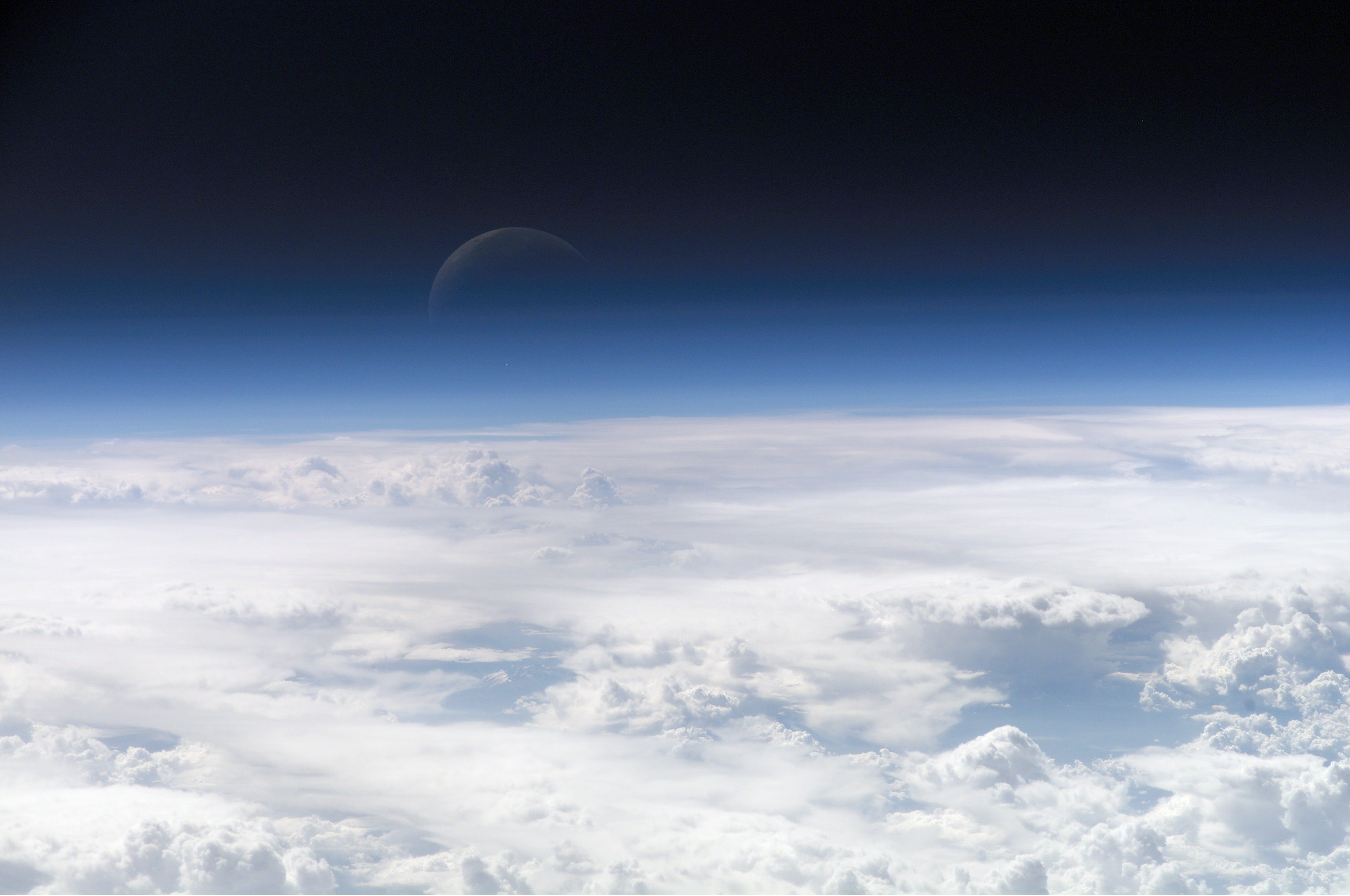
الغلاف الجوي والفضاء الكوني
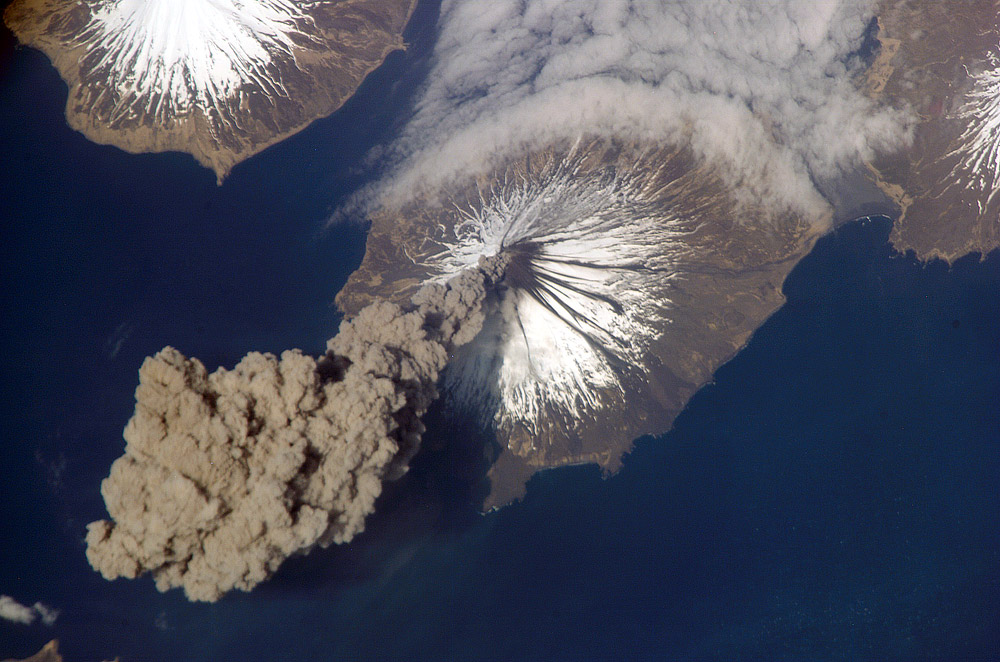
بركان
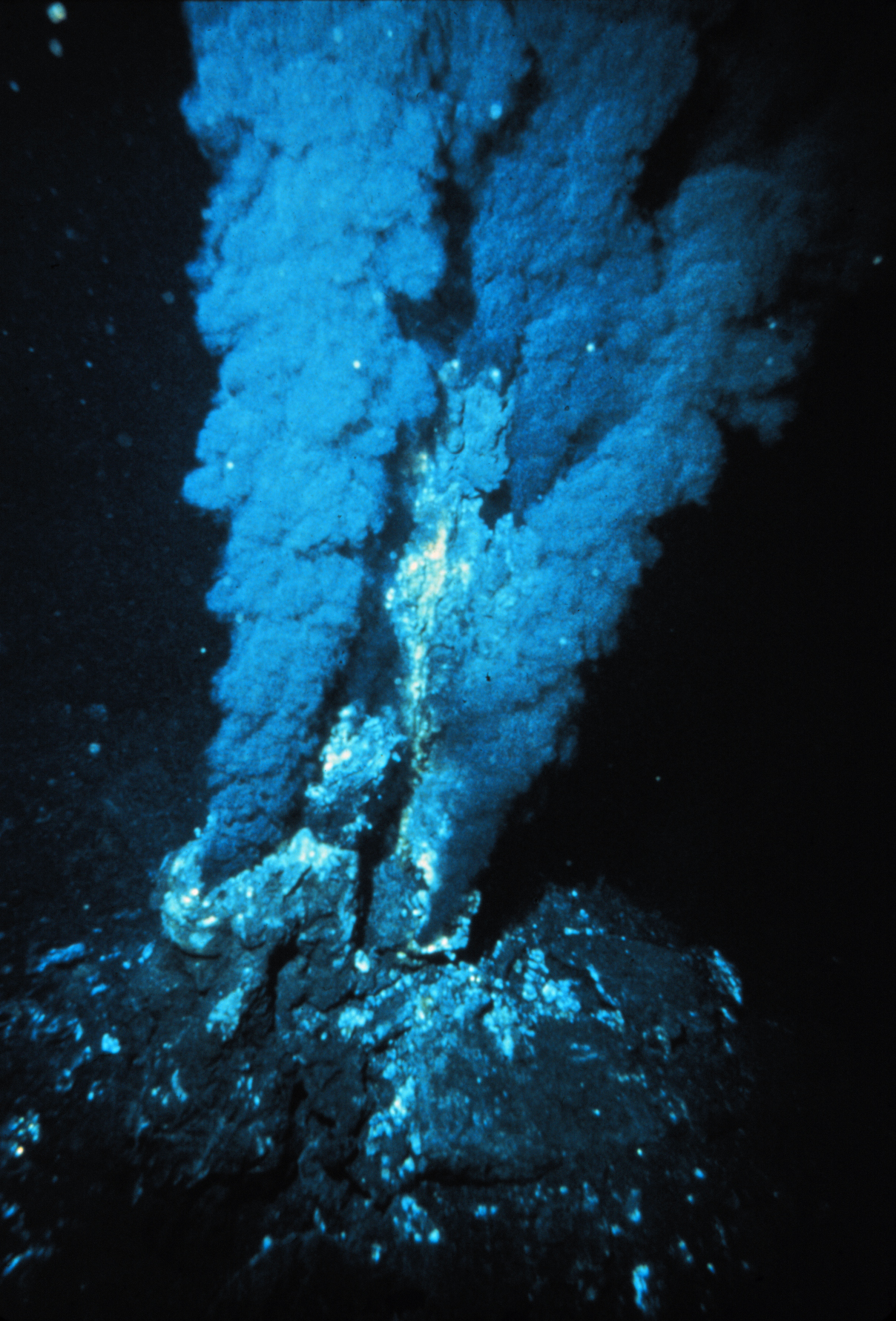
فوهة حرمائية
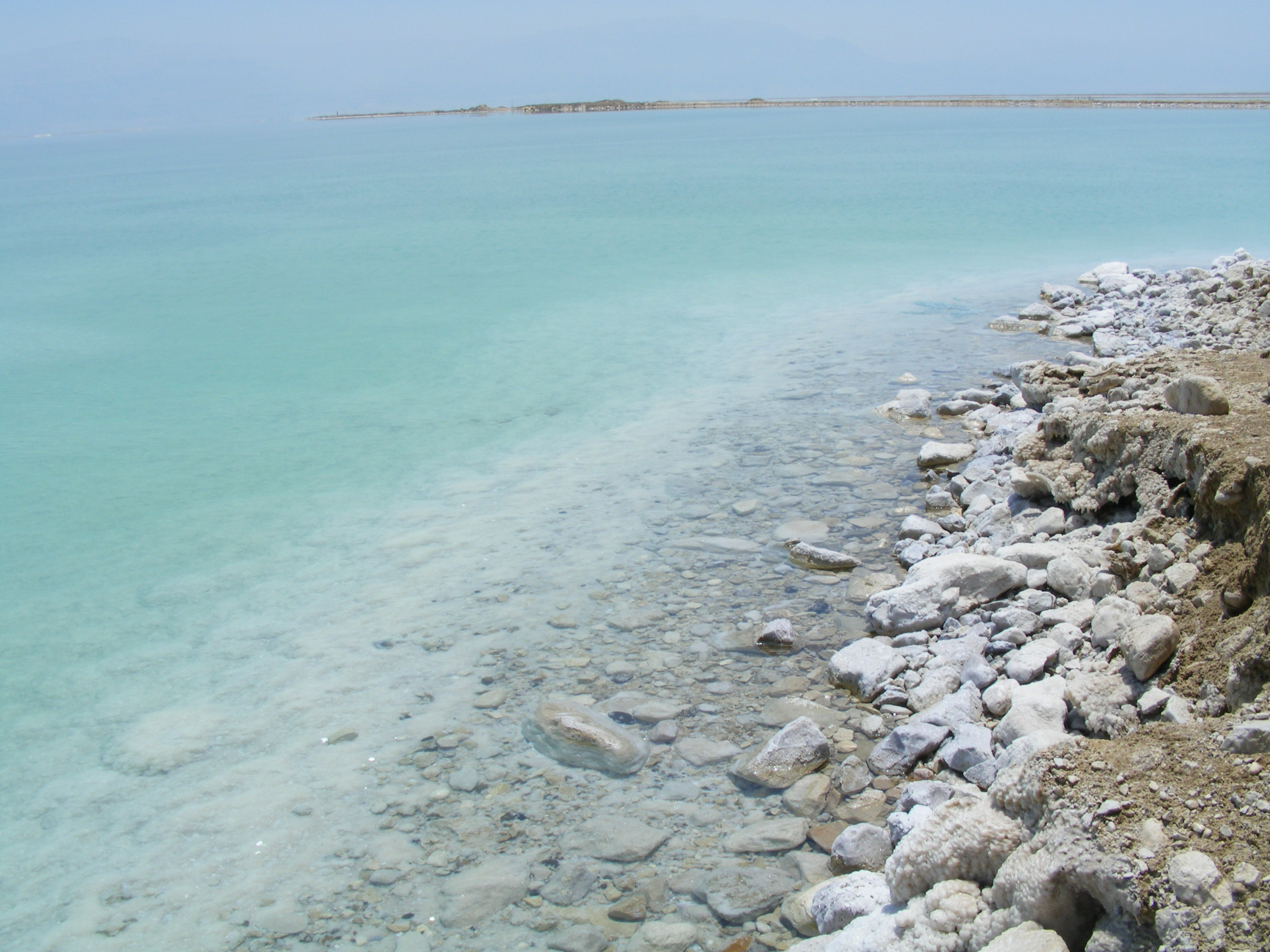
الملوحة المرتفعة في البحر الميت